# Leonard Merrick
Leonard Merrick, eigentlich Leonard Miller (* 21. Februar 1864 in Belsize Park, London; † 7. August 1939 in London Borough of Hackney), war ein britischer Schriftsteller und Schauspieler.

## Leben
Merrick verbrachte die Kindheit in seiner Heimatstadt und seine Schulzeit meistenteils in Brighton (East Sussex). Dort besuchte er das Brighton College (Privatschule mit Internat) und begann im Anschluss daran an der University of Brighton Rechtswissenschaften zu studieren. Später wechselte er mit demselben Studienfach nach Heidelberg an die Ruprecht-Karls-Universität.
Da sein Vater nach finanziellen Schwierigkeiten Konkurs erlitt, musste Merrick sein Studium abbrechen. Mit 18 Jahren ließ er sich von Cecil Rhodes anwerben und ging 1882 in die Kapkolonie (Südafrika), um in einer von Rhodes’ Diamantenminen zu arbeiten. Meistenteils war er in verschiedenen Bereichen als Aufseher tätig, später aber auch als eine Art „juristischer Berater“. Nachdem er einen Ausbruch von „camp-fever“ überlebt hatte, kehrte Merrick um 1890 wieder nach London zurück.
Kurz nach seiner Rückkehr machte er die Bekanntschaft von Arthur Collins (1864–1934), der ihn als Schauspieler für sein Royal Theatre (West End) engagierte. Die Theaterkritiker lobten ihn und bald konnte Merrick parallel dazu auch am Royal Opera House zusammen mit Augustus Harris (1852–1896) reüssieren. Als Schauspieler wählte er sich das Pseudonym Leonard Merrick und ließ 1892 ganz offiziell seinen Namen in Merrick ändern.
Erste literarische Versuche stammten aus seiner Studienzeit, aber erst in London stellten sich literarische wie auch finanzielle Erfolge ein. Während dieser Zeit lernte er auch Hope Butler-Wilkins († 1917) kennen, die er wenig später heiratete. Er ließ sich mit ihr in Hackney nieder und hatte mit ihr ein Kind.
Mit 75 Jahren starb Merrick in einem Pflegeheim in London und fand seine letzte Ruhestätte auf einem Friedhof der Magnificent Seven.

## Werke (Auswahl)
Erzählungen und Novellen
- This stage of fools. Tauchnitz, Leipzig (englisch)
- Whispers about women. London 1906.
- The man who understood women. Tauchnitz, Leipzig 2908 (englisch)
- A chair on the Boulevard. London 1919.
- To tell you the truth. London 1922.
- The call from the past and other stories. London 1924.
- Four stories. London 1927.
- The little dog laughed. London 1930.[2]
- Ein Bombenerfolg und andere Novellen (= Reclams Universal-Bibliothek). Reclam, Leipzig 1909 (übersetzt von Anna Kellner)

Romane
- Mr. Bazalgette’s agent. London 1888.
- Violet Moses. London 1891.
- Cynthia. A daughter of the Philistines. Tauchnitz, Leipzig 1897 (englisch)
- One man’s view. London 1897.
  - Deutsch: Eine persönliche Ansicht. Engelhorn, Stuttgart 1898 (übersetzt von Anna Kellner)
- The actor-manager. London 1898.
  - Deutsch: Der Theaterdirektor (= Reclams Universal-Bibliothek). Reclam, Leipzig 1902 (übersetzt von Anna Kellner)
- The worldlings. London 1900.
- Conrad in quest of his youth. An extravagance of temperament. London 1903.
- The house of Lynch. London 1907.
- While Paris laughed. Being pranks and passions of the poet Tricotrin. Dutton, New York 1925 (EA London 1918).

Theaterstücke
- The free pardon (zusammen mit Francis Charles Philips)
- When the lamps are lighted.
- My innocent boy.
- A woman in the case. (zusammen mit George Robert Sims)

Werkausgaben
- The works. Hodder & Stoughton, London 1918 (15 Bände)
- The Leonard Merrick Omnibus. Cassell, London 1950.

## Filme
- George Abbott (Regie): The impostor. – GB 1918 (frei nach „The impostor“).
- William C. de Mille (Regie): Conrad in quest of his youth. – USA 1920 (frie nach „Conrad in quest of his youth“)
- William C. de Mille (Regie): Fool’s Paradise – USA 1921 (frei nach „Laurels and the Lady“)
- George Fitzmaurice (Regie): A thief in paradise. – USA 1925 (nach „The worldlings“)
- Victor Halperin (Regie): School for wives. – USA 1925 (nach „The house of Lynch“)
- Berthold Viertel (Regie): The magnificent lie. – USA 1931 (nach „Laurels and the Lady“)